# Leopold Gottlieb (balneolog)
Leopold Gottlieb (17. března 1852 Kardašova Řečice – 21. června 1916 Ústí nad Labem) byl balneolog, lékař, spoluzakladatel lázní v Jáchymově.

## Život
Narodil se do rodiny židovského obchodníka se slámou. Vystudoval gymnázium v Jindřichově Hradci a medicínu ve Vídni. Nejprve pracoval jako obvodní praktický lékař v rodné Kardašově Řečici, a to do roku 1886. V roce 1889 byl jmenován okresním lékařem v Jáchymově.
Během svého lékařského působení se seznámil s prací Marie Curie-Skłodowské a navázal spolupráci s Ing. Štěpem při výzkumu využití radonové vody. Oficiálně byl zkoumáním účinků radonové vody z dolu Werner (Rovnost) pověřen ministrem Buquoyem v roce 1905. Výsledky bádání ho přiměly založit v Jáchymově neoficiální koupelové lázně. Ty fungovaly v domě pekaře Kühna (v tomto domě se dodnes zachovala i původní vana). Zaobíral se i myšlenkou umělé přípravy radonové vody. Tuto vodu připravoval louhováním odpadů z jáchymovské továrny na uranové barvy. Tedy stejného materiálu, ze kterého Marie Curie-Sklodowská izolovala polonium a radium. Radioaktivitu takto získané vody denně měřil Ing. Štěp.
V roce 1909 připravil koupel i pro britského krále Eduarda VII. Ten město navštívil při jednom ze svých pobytů v Mariánských Lázních, aby si vyslechl přednášku Ing. Štěpa. Do roku 1910 Gottlieb ošetřil ve svých lázních 750 osob. V roce 1911 vydal společně s jáchymovským školním inspektorem Müllerem publikaci Radiumbad St. Joachimsthal. V roce 1911 byl za svou práci jmenován do funkce vrchního okresního lékaře a byl mu rovněž udělen titul císařského a královského rady. Na 6. Mezinárodním sjezdu pro všeobecnou a lékařskou radiologii konaného roku 1912 v Praze přednesl svůj příspěvek o léčbě a lázních. Součástí tohoto kongresu byl i jednodenní pobyt v Jáchymově.
Od 25. dubna 1912 žil v Praze.
Do roku 1938 po něm byla pojmenována v Jáchymově ulice (dnešní Mánesova). V tomto roce byla pro jeho židovský původ přejmenována. V současnosti v Jáchymově nemá Dr. Gottlieb ani pamětní desku.